# FAG Kugelfischer
FAG Kugelfischer (Fischer's Automatic Guesselkugelfabrik o Fischers Aktien-Gesellschaft; "Fábrica Fischer Automática de Rodamientos") es el nombre de una empresa mecánica alemana, que llegó a ser el cuarto mayor fabricante de rodamientos del mundo hasta su desaparición por fusión en 2001. Fundada en 1897 en la ciudad de Schweinfurt, fue la primera fábrica del mundo en producir de forma automatizada las bolas de acero fundido utilizadas en los rodamientos.
Desde 1941, la empresa se denominó "Kugelfischer Georg Schäfer & Co", y a partir de 1979 su nombre pasó a ser "FAG Kugelfischer Georg Schäfer  Co". La abreviatura FAG Kugelfischer se utilizó desde 1979, aunque localmente la compañía era conocida con el apodo popular de  "Kufi".
Incluida en el índice bursátil MDAX, Kugelfischer estuvo representada con fábricas y empresas filiales de ventas en todos los continentes. En las décadas de la posguerra, con 30.000 empleados en ese momento, fue uno de los cien grupos más grandes de Alemania. Desde la década de 1990, FAG se especializó en el desarrollo y construcción de rodamientos de gran tamaño, como por ejemplo el utilizado en el London Eye.
En 2001, FAG Kugelfischer fue absorbida mediante una adquisición hostil por el tercer fabricante en tamaño del sector, la hasta entonces desconocida empresa INA-Schaeffler de Herzogenaurach, fundada en 1946 al inicio de la posguerra. Ambos grupos industriales se fusionaron en 2006 para formar Schaeffler KG. Desde entonces, FAG es una marca del Grupo Schaeffler junto con INA y LuK. La planta de Schweinfurt es su factoría más grande, la sede de la división industrial y, junto con Herzogenaurach, la sede de Schaeffler Technologies AG  Co. KG.

## Historia
Kugelfischer tiene una historia empresarial muy variada, no siempre fácil de seguir y en sus últimos tiempos llena de acontecimientos, con numerosos cambios en las formas organizativas y en el nombre de la empresa.

### Época de Fischer (1872-1909)
El 16 de octubre de 1872, Friedrich Fischer fundó la empresa Friedrich Fischer (1872-1891) en el casco antiguo de Schweinfurt, en el número 8 de la calle Oberen Strasse, en un taller de reparación de máquinas de coser donde también se vendían otros artículos como bicicletas. Tres años después, en 1875 montó allí un taller mecánico.

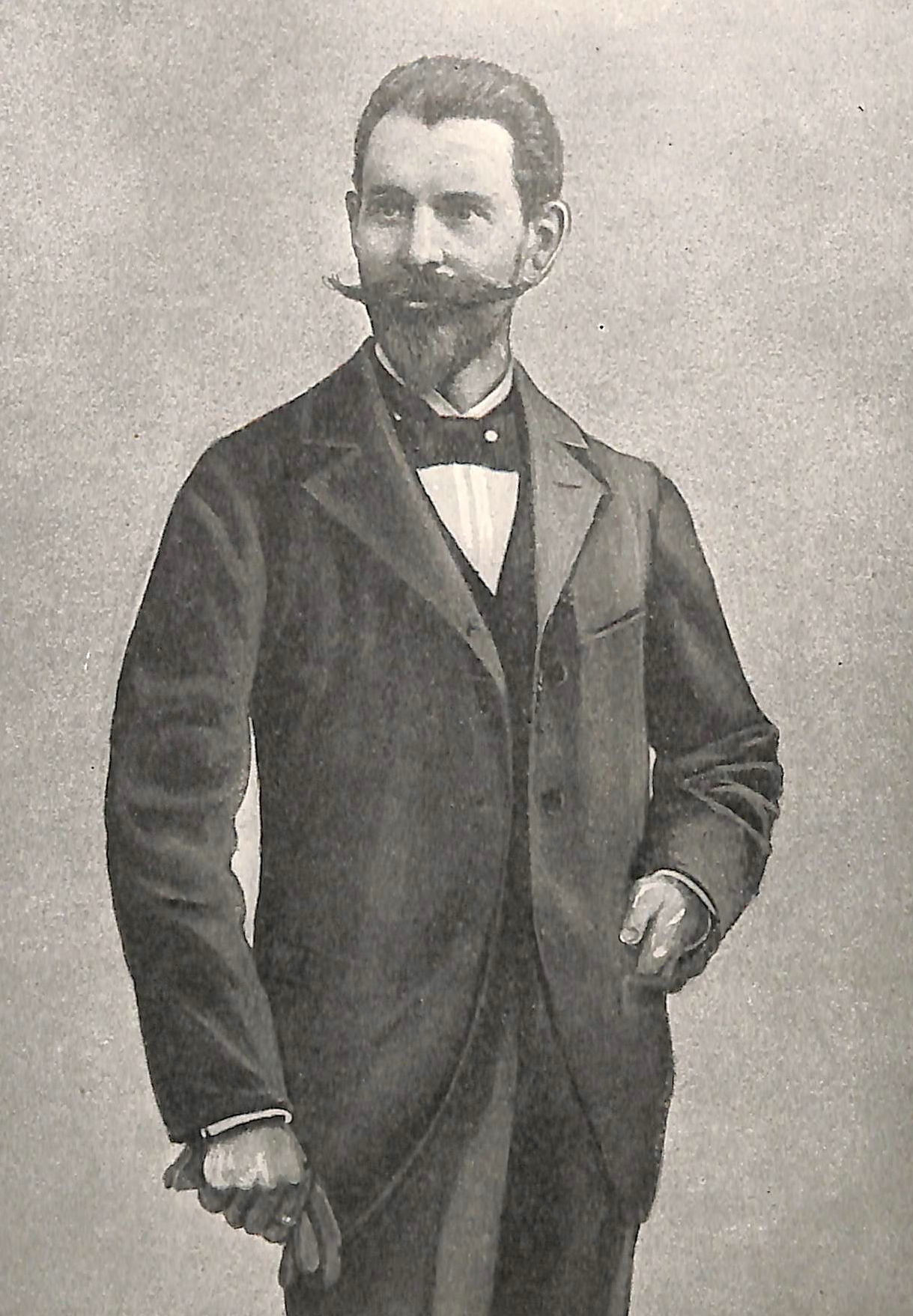
Friedrich Fischer (1849-1899)

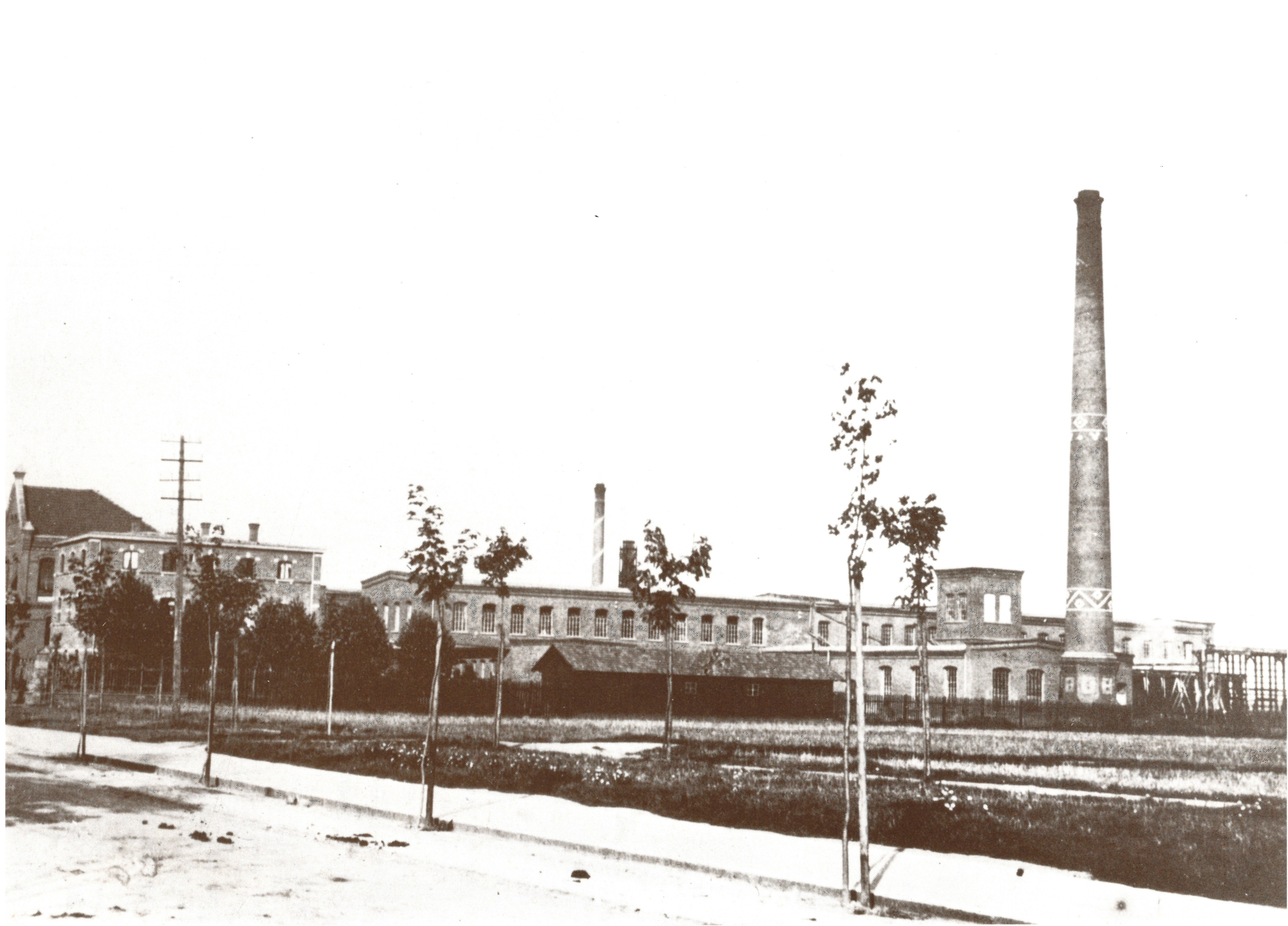
La calle Hauptbahnhofstrasse después de 1896 con la nueva fábrica. En el lado izquierdo de la imagen, el primer edificio de administración

En 1883, Fischer diseñó una máquina amoladora automática, con la que pudo producir por primera vez bolas de acero de alta precisión en grandes cantidades. Este hecho se considera el comienzo histórico de la industria de los rodamientos. La máquina desarrollada por Fischer y por su posterior competidor Wilhelm Höpflinger en 1888 fue patentado en 1890. Este logro, que supuso la piedra angular de la industria de los rodamientos, supuso que esta actividad floreciese a gran velocidad en los años siguientes. El auge comenzó en 1890, cuando la industria de las bicicletas tuvo su primera gran expansión. En 1890, Höpflinger fundó su propia empresa con Engelbert Fries en Schweinfurt, Fries & Höpflinger, que también vendía bolas de acero en todo el mundo. En la disputa de patentes dirimida aquel mismo año, Fischer recibió el derecho de desarrollar aún más la máquina rectificadora de bolas y Höpflinger el derecho de uso conjunto sin licencia. A partir de entonces surgió una competencia que ha durado hasta el día de hoy, que finalmente supuso el origen de los dos mayores fabricantes de rodamientos del mundo en la actualidad. También en 1890, Fischer se mudó de Oberen Straße a una propiedad recién adquirida en Markt 24, donde ya estaban funcionando doce amoladoras de bolas. En 1892, Fischer arrendó la hilandería municipal situada junto al río Meno.

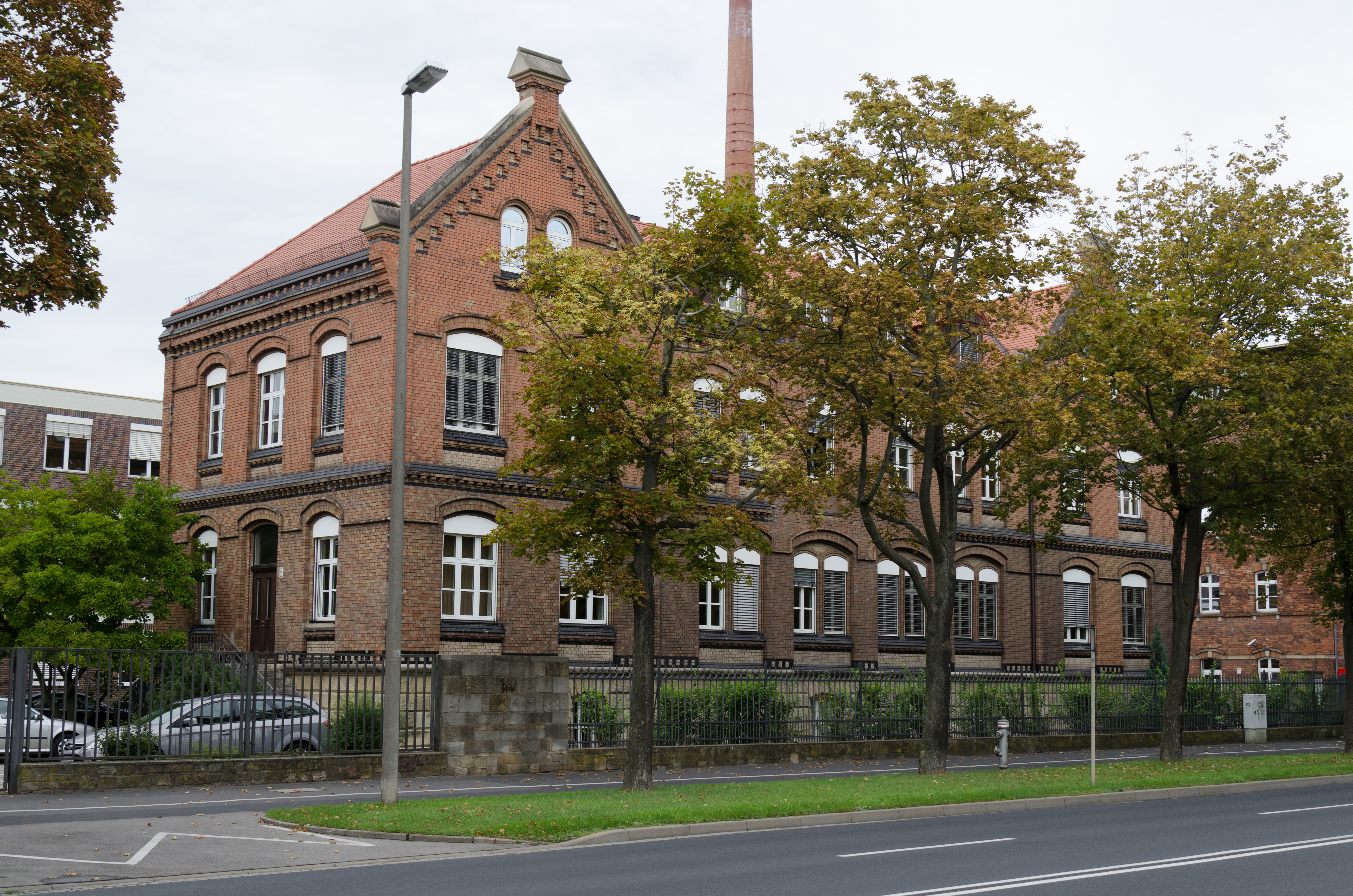
Primer edificio administrativo de 1897

En la renombrada Fábrica Automática de Bolas Friedrich Fischer (1891-1897), el número de empleados aumentó a más de 600. El capital requerido para un mayor desarrollo del negocio se recaudó mediante la conversión a una sociedad por acciones, denominada Primera Fábrica Automática de Bolas de Acero Fundido (1897-1909). En 1897 la empresa se mudó del casco antiguo a las amplias instalaciones de la empresa actual cerca de la Estación Principal de Schweinfurt, que, al igual que el área de la estación del ferrocarril, no perteneció a la ciudad de Schweinfurt entre 1802 y 1919, sino al municipio de Oberndorf, que era independiente en ese momento.
Debido al gran éxito de las dos empresas (Fischer por un lado y Fries & Höpflinger por otro), en muy poco tiempo surgieron muchas otras empresas competidoras. Sin embargo, la sobreproducción asociada condujo al colapso del mercado. En 1898, el número de empleados de Fischer se redujo a únicamente 40. En medio de la crisis, Friedrich Fischer murió con tan solo cincuenta años de edad, lo que supuso que la empresa se estancara durante muchos años.

### Marca FAG (desde 1905)
El 29 de julio de 1905 se registró la marca FAG (abreviatura: véase la introducción del artículo) en la Oficina de Patentes y Marcas de Berlín. Sin embargo, desde 1939, la marca FAG había sido utilizada por una empresa competidora situada en Wolverhampton (véase: La Época de Schäfer) y tuvo que ser recomprada.

### Época de Schäfer (1909-1992)

#### Inicios

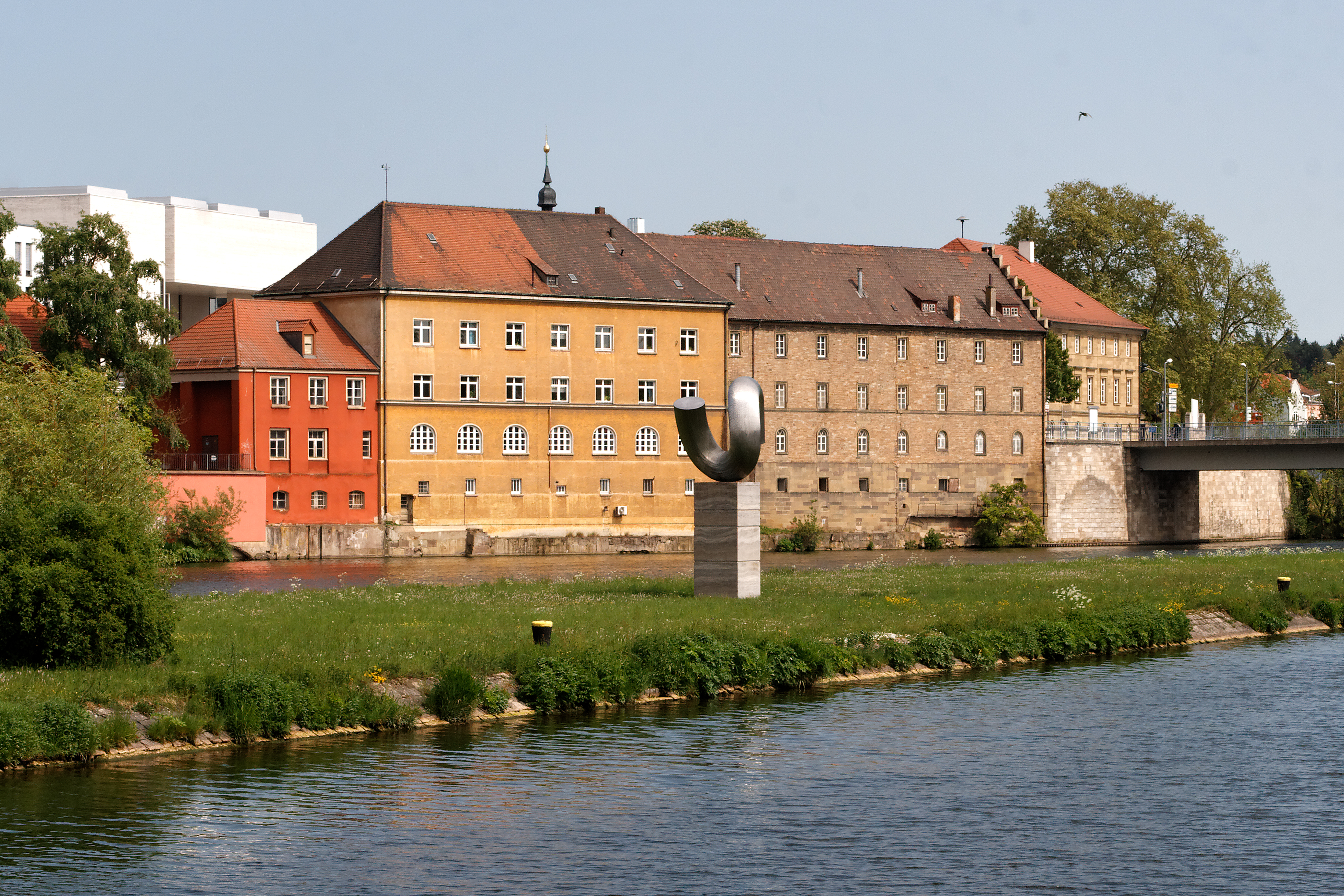
Hilandería en el Meno. Domicilio de Fischer y Georg Schäfer (I), hoy con un pequeño museo industrial que sustituyó al Museo Georg Schäfer

En 1885 Georg Schäfer (I) fundó un taller de cerrajería de construcción y forja artística en Judengasse en Alten Gewerbeviertel, en el casco antiguo de Schweinfurt. A partir de 1888 amplió allí su empresa varias veces con otras áreas de negocio, y finalmente en 1904 inició la fabricación de rodamientos de bolas. En 1906, trasladó sus instalaciones a la hilandería situada junto al río, 14 años después de que Friedrich Fischer hubiera utilizado anteriormente estas instalaciones. En el mismo año, sus ramas de negocio se convirtieron en la empresa Georg Schäfer  & Cie., con sede en las instalaciones que hoy ocupa el Pequeño Museo Industrial.

#### Adquisición de la empresa Fischer
En 1909, Georg Schäfer (I) se hizo cargo de la factoría fundada por Friedrich Fischer junto a la Estación Principal de Tren, y la fusionó con su propia planta de rodamientos de bolas en las instalaciones de la fábrica para formar la Primera Fábrica Automática de Bolas de Acero Fundido  Cie (1910-1941). Al mismo tiempo, la sociedad anónima se transformó en una sociedad general, reforzando los poderes ejecutivos de Schäfer.
En 1925, Georg Schäfer (II) heredó un tercio de la empresa de su padre, en la que trabajaba desde 1919. A los 29 años de edad asumió la dirección comercial, y la dirección técnica quedó en manos de su cuñado y copropietario, Hermann Barthel.
De la mano de Georg Schäfer (II), se convirtió en la única empresa importante del ramo que no participó en la fusión de 1929 de la industria alemana de rodamientos bajo la presión de la empresa sueca SKF. Schäfer supo aprovechar en su propio beneficio el espacio creado en el mercado por la fusión, favorecido por el crecimiento de la industria armamentística durante el período de la Primera Guerra Mundial. Cuando se produjo la Gran Depresión, el número de empleados se redujo casi a la mitad, quedando poco menos de 3000 trabajadores, pero en 1939 la empresa había vuelto a cobrar auge de nuevo, y contaba con 9000 personas contratadas.

#### Segunda Guerra Mundial

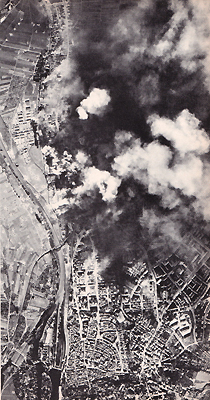
Ataque aéreo en la zona industrial de Schweinfurt en 1943. La factoría de Kugelfischer aparece junto a la parte inferior de la zona cubierta por las nubes de humo

Los fabricantes de cojinetes pertenecían a las denominadas "industrias clave", dado que los rodamientos de bolas estaban considerados entre los componentes más importantes de la ingeniería mecánica. Sin ellos, ningún tanque podía avanzar ni ningún avión volar. Por lo tanto, la zona de Schweinfurt se convirtió en el único objetivo principal de los bombardeos aliados en Baviera. Después del primer ataque aéreo a gran escala contra las instalaciones industriales de Schweinfurt en 1943, se ordenó la descentralización de la empresa Kugelfischer, trasladando partes del negocio a más de 20 ubicaciones distintas, como las ciudades de Ebern, Elfershausen y Eltmann entre otras. La planta principal en Schweinfurt fue destruida en un 83% por los numerosos bombardeos. Sin embargo, la producción pudo mantenerse hasta el final de la guerra, con casi 12.000 empleados cuando concluyó el conflicto. Con la excepción de la planta de Eltmann, las factorías subcontratadas habían escapado al bombardeo.
En 1946 se desmanteló la fábrica principal y en 1947 el Gobierno Militar de Ocupación emitió una orden para que se reconstruyera. Tras la reforma monetaria alemana de 1948, los socios propietarios personales Georg Schäfer (II) y Otto Schäfer, que habían sido despedidos después de la guerra, reanudaron la gestión de la empresa.

#### Décadas de posguerra
La reconstrucción de la planta principal de Kugelfischer en Schweinfurt comenzó con un dinamismo sin precedentes y se completó en 1955, incluyendo la restauración de los edificios de hormigón de la década de 1930 (diseñados según el estilo racionalista de la Escuela de la Bauhaus) dañados durante la guerra. La nueva oficina administrativa principal (véase la imagen al principio del artículo), también un edificio de estructura de hormigón armado con el típico estilo del área industrial de Schweinfurt, ya se había erigido a principios de la década de 1950.
En la década de 1960, Kugelfischer, al igual que las otras dos grandes empresas de Schweinfurt, SKF y Fichtel & Sachs, experimentó un auge sin precedentes. Se convirtió en la única empresa de las "Tres Grandes", que no contrató a trabajadores extranjeros, de forma que su mano de obra era predominantemente local, procedente en muchos casos de distintas generaciones de las mismas familias de la zona. Por lo tanto, "Kufi" se consideraba una gran empresa típica de Schweinfurt, en contraste con "Suecia" (por SKF) y "Sachs".
Kugelfischer fue el único de los "tres grandes" que no se atrevió a expandirse al otro lado del río Main. Se adquirió una gran área al sur de Main en el nuevo distrito de Hafen-Ost, pero a principios de la década de 1970 finalmente se revocó la decisión de construir una planta en el sur, debido a la problemática y al elevado coste asociados con la  construcción de nuevas líneas de suministro energético. La propiedad fue vendida de nuevo a la ciudad de Schweinfurt.
En 1978, la sociedad general se convirtió en una sociedad en comandita (KG). La marca registrada FAG se integró en 1979 en el nombre de la empresa, que pasó a llamarse "FAG Kugelfischer Georg Schäfer & Co". También en 1979, la división Sistemas de Inyección Kugelfischer se vendió a Bosch. En 1985, 88 años después de que Fischer fundara la fábrica situada junto a la Estación Principal, la compañía se volvió a convertir en una sociedad anónima mediante una oferta pública de venta, aunque la mayoría de las acciones permanecieron en posesión de la familia Schäfer. En 1991 se adquirió la planta Rotasymin de Pößneck al antiguo grupo estatal de la Alemania del Este Treuhandanstalt, aunque la fábrica se cerró poco después.

#### Crecimiento como grupo global
Una vez que hubo consolidado su posición en el mercado alemán, la empresa se marcó el objetivo de estar presente con productos propios en los mercados de exportación más importantes, con el propósito añadido de consolidar el estándar internacional de sus productos. En 1937 se estableció la primera planta extranjera en Wolverhampton, que fue expropiada al comienzo de la Segunda Guerra Mundial en 1939. En 1951, Kugelfischer abrió la primera empresa de ventas en el extranjero en la antigua ubicación de Wolverhampton. En los siguientes 30 años, se establecieron otras 18 empresas de ventas propias en todos los continentes. La primera planta extranjera después de la Segunda Guerra Mundial se fundó en 1953 en Stratford (Canadá), (FAG Bearings Ltd), como proveedor de componentes mecánicos para la cercana empresa automovilística de Detroit. En 1983, la empresa tenía plantas en Austria, Suiza, Italia, España, Portugal, Estados Unidos, Canadá, Brasil y la India.

### Crisis empresarial (1993-2001)
El 1 de julio de 1990 se adquirió la empresa Deutsche Kugellagerfabriken (DKF) en Chemnitz, en la antigua Alemania Oriental. Esta adquisición llevó a todo el grupo a una situación de crisis que llegó a amenazar su propia existencia, de forma que a finales de 1992 FAG Kugelfischer estaba al borde de la quiebra. La forzosa renovación tuvo éxito bajo el liderazgo del gerente de pedidos Kajo Neukirchen, aunque el número de empleados del grupo tuvo que reducirse de 40.000 a 15.000. La familia Schäfer dejó la dirección de la empresa a finales del año 1992/93.

### Era Schaeffler (desde 2001)

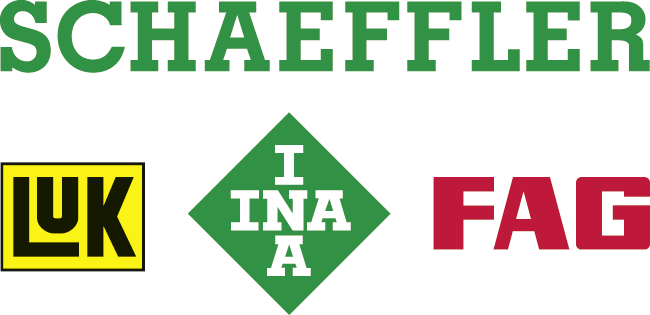
Logos del Grupo Schaeffler y de sus marcas

En 2001, la compañía INA Holding Schaeffler KG adquirió la empresa FAG Kugelfischer Georg Schäfer AG, que por entonces formaba parte del índice bursátil DAX. En 2006, las empresas FAG Kugelfischer AG Co. oHG e INA-Schaeffler KG se fusionaron para formar Schaeffler KG, que solo está representado en el índice MDAX. Sin embargo, INA y FAG juntos se convirtieron en el segundo grupo de rodamientos más grande del mundo, después del eterno rival de FAG Kugelfischer, el líder del mercado SKF, cuya planta más grande se encuentra a solo unos cientos de metros de FAG en Schweinfurt.
La sede de la División Industrial de Schaeffler KG se encuentra en Schweinfurt, su centro de producción más grande y sede del departamento de desarrollo de ingeniería mecatrónica, según el proceso Industria 4.0. Actualmente se está estableciendo allí una fábrica de aprendizaje digital.
Como resultado de la fusión de INA-Schaeffler con FAG Kugelfischer, el Grupo Schaeffler es ahora una de las 1000 empresas públicas más grandes del mundo, con 91.000 empleados (2018) y 14.000 millones de euros en ventas (2017). En el Forbes Global 2000 de las empresas cotizadas más grandes del mundo, el Grupo Schaeffler ocupó el puesto 848 (a partir del año fiscal 2017). A mediados de 2018, la empresa tenía un valor de mercado de alrededor de 10.700 millones de dólares.

## Rodamientos de gran tamaño

### London Eye
Incluso antes que SKF, su único competidor mundial relevante, FAG Kugelfischer se especializó en rodamientos de gran tamaño. La empresa desarrolló y construyó el enorme rodamiento que permite el giro del eje del London Eye, la gran noria que se inauguró en Londres con ocasión de las celebraciones del milenio organizadas en el año 2000.

### Noria de Pekín
Después de la adquisición por parte del Grupo Schaeffler, se encargó a FAG de Schweinfurt que desarrollara el cojinete del eje para la noria más grande del mundo, de 208 m de altura, instalada en el Chaoyang-Park de Pekín. El trabajo de construcción de la noria comenzó en 2006, pero no se cumplió la fecha prevista de finalización de la "Gran Rueda de Beijing" en 2008 para que pudiera inaugurarse antes del inicio de los Juegos Olímpicos. La obra se detuvo en 2010 porque la empresa china responsable se declaró en quiebra.
Uno de los tres cojinetes, que estaban destinados a la rueda de la fortuna de Beijing y tienen un diámetro exterior de 3,20 m y un peso de aproximadamente 10 toneladas, se instaló junto al Teatro de la ciudad de Schweinfurt. El diámetro interior del rodamiento (2600 mm) coincide con el diámetro exterior del rodamiento principal del London Eye.

## Labor de mecenazgo de Georg Schäfer (II)

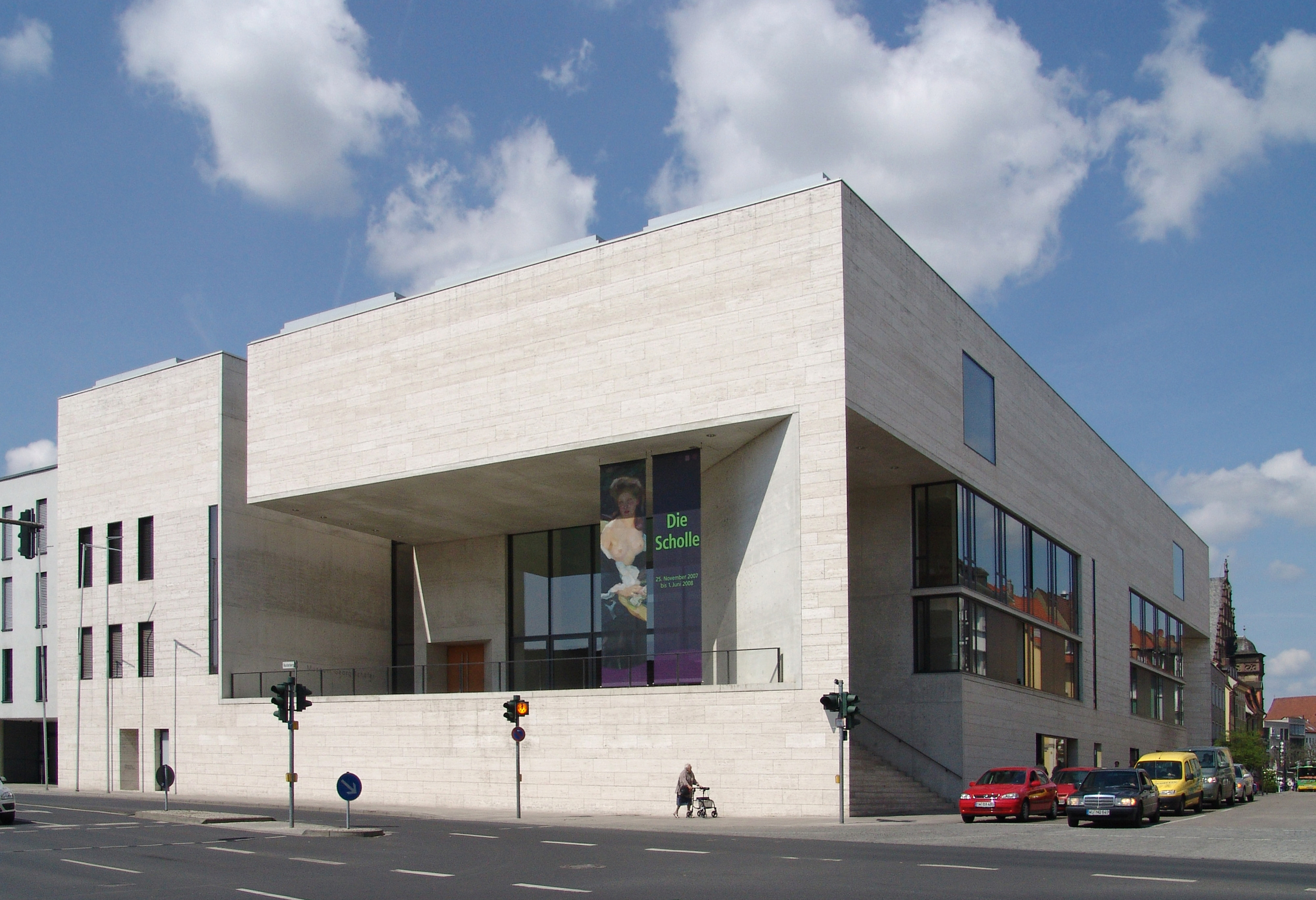
Museo Georg Schäfer

Georg Schäfer (II) fue un directivo de empresa con compromiso social y gran popularidad (conocido cariñosamente como "Papa Schäfer"). Un puesto de trabajo en FAG Kugelfischer, como en Siemens AG por entonces, tenía en la práctica casi el "estatus de funcionario público". La empresa mantuvo sus propias casas de vacaciones y hogares infantiles para los empleados y sus familias. Las fiestas navideñas, en las que todos los hijos de la familia de cada empleado recibía un regalo, son consideradas legendarias.
Schäfer también reunió una importante colección de pinturas, que incluye la muestra más grande del mundo de obras de Carl Spitzweg. Se exhibe en el Museo Georg Schäfer que lleva su nombre, inaugurado en Schweinfurt en 2000. Sus exhibiciones son comparables a las de la Neue Pinakothek de Múnich.